# Irina Jegorovová
Irina Nikolajevna Jegorovová (rusky Ирина Николаевна Егорова; * 8. dubna 1940 Moskva, Ruská SFSR) je bývalá sovětská rychlobruslařka.
Na mezinárodní scéně debutovala v roce 1962, na Mistrovství světa 1963 již byla čtvrtá a o rok později pátá. Na Zimních olympijských hrách 1964 získala stříbrné medaile v závodech na 500 a 1000 m. V následujících letech se na mistrovství světa pohybovala v první desítce, v roce 1965 byla šestá, 1966 čtvrtá, 1967 sedmá. Na zimní olympiádě 1968 se umístila na trati 500 m na devátém místě, na dvojnásobné distanci byla pátá. V dalších sezónách již startovala pouze na národních či menších mezinárodních závodech, po sezóně 1969/1970 ukončila sportovní kariéru.